# Collet de Puigcastellar
El Collet de Puigcastellar és una collada situada a 648,5 m d'altitud en el terme municipal de Castellterçol, a la comarca del Moianès.
Està situat a prop de l'extrem sud-oriental del terme municipal, a ran del límit amb Sant Quirze Safaja. És a migdia del Puigcastellar i d'on hi ha la masia de Puigcastellar, a l'esquerra del torrent de Puigcastellar.